# Loeseneriella clematoides
Loeseneriella clematoides là một loài thực vật có hoa trong họ Dây gối. Loài này được (Loes.) R.Wilczek mô tả khoa học đầu tiên năm 1960.